# Selección de rugby league de Gales
La Selección de rugby league de Gales representa a Gales en competiciones de selecciones nacionales de rugby league. 
Su apodo es "The Dragons", y utiliza vestimenta roja.
El ente encargado de la selección es la Wales Rugby League.
Está afiliado a la Rugby League European Federation. 
Su mejor participación en la Copa del Mundo de Rugby League fue en la edición de 1995 y la de 2000, en las cual logró instalarse en semifinales.
Hasta 1992, fue representado en el mundial por la Selección de rugby league de Gran Bretaña.

## Uniformes
|  |  |  |

## Palmarés
Campeonato Europeo de Rugby League
- Campeón (7): 1935-36 , 1936-37, 1938, 1995, 2009, 2010, 2015

## Participación en copas

#### Copa del Mundo de Rugby League
- 1954 al 1972: sin  participación
- 1975 : 3° puesto[1]
- 1977 al 1989/92: sin  participación
- 1995 : semifinales
- 2000 : semifinales[2]
- 2008 : no clasificó
- 2013 : fase de grupos[3]
- 2017 : fase de grupos[4]
- 2021 : fase de grupos

#### Cuatro Naciones
- 2011 : 4° puesto

## Estadísticas
| Oponente           | Jugados | Ganados | Empatados | Perdidos | % de victorias |
| ------------------ | ------- | ------- | --------- | -------- | -------------- |
| Total              | 167     | 96      | 2         | 71       |                |
| Australia          | 4       | 0       | 0         | 4        | 0%             |
| Islas Cook         | 1       | 1       | 0         | 0        | 100%           |
| Inglaterra         | 69      | 17      | 2         | 50       | 24.6%          |
| Fiyi               | 1       | 0       | 0         | 1        | 0%             |
| Francia            | 42      | 18      | 0         | 24       | 42.8%          |
| Irlanda            | 10      | 6       | 0         | 4        | 60%            |
| Italia             | 3       | 1       | 0         | 2        | 33%            |
| Líbano             | 2       | 1       | 0         | 1        | 50%            |
| Nueva Zelanda      | 10      | 3       | 0         | 7        | 30%            |
| Papúa Nueva Guinea | 4       | 3       | 0         | 1        | 75%            |
| Rusia              | 1       | 1       | 0         | 0        | 100%           |
| Samoa              | 1       | 1       | 0         | 0        | 100%           |
| Escocia            | 10      | 4       | 0         | 6        | 40%            |
| Serbia             | 2       | 2       | 0         | 0        | 100%           |
| Sudáfrica          | 1       | 1       | 0         | 0        | 100%           |
| Estados Unidos     | 2       | 2       | 0         | 1        | 50%            |